# 8-я оперативная эскадра
8-я «Индийская» оперативная эскадра кораблей ВМФ (сокращённо: 8 ОпЭск) — оперативное объединение (оперативная эскадра) кораблей и судов Военно-Морского Флота СССР, предназначавшееся для решения боевых задач в зоне Индийского океана и Персидского залива в период Холодной войны между СССР (в составе военного блока ОВД) и США (в составе блока NATO). 
Основным боевым противником 8 ОпЭск в Индийском океане и Персидском заливе являлся 7-й оперативный флот ВМС США, действия которого непрерывно отслеживались и сопровождались кораблями эскадры. 8-я оперативная эскадра была расформирована директивой Главного штаба ВМФ России от 29 октября 1992 года.

## История
Предшественником 8-й оперативной эскадры являлась 1-я смешанная оперативная бригада, созданная в 1973 году, а до неё постоянное советские военно-морское присутствие в Индийском океане велось с 1971 года, которое осуществлялось кораблями Тихоокеанского флота ВМФ СССР, но постоянного организационного оформления не имело (создавались временные отряды кораблей с походными штабами на борту). 
Эскадра была сформирована директивой Главного штаба ВМФ от 12 марта 1974 года, формировал её Тихоокеанский флот ВМФ СССР. 
Корабли эскадры участвовали в выполнении задач по боевому тралению и подъему затопленных судов в Бангладеш (1972—1974), в операции по разминированию Суэцкого канала в 1974-1975 годах (примечательно, что в операции по тралению канала одновременно участвовали флоты потенциальных противников — СССР и США), в эвакуации советских и кубинских специалистов с применением демонстрации силы из Сомали в 1977 году в связи с эфиопско-сомалийской войной. 
Корабли 8-й оперативной эскадры оказали поддержку правительственным войскам Эфиопии в борьбе с эритрейскими сепаратистами. Так, осенью 1977 году в блокированный сепаратистами порт Массауа был высажен десант советской морской пехоты, принявший участие в боях, а в декабре 1977 — январе 1978 года советский эсминец  «Веский», как утверждается, оказывал артиллерийскую поддержку эфиопским войскам в боях с эритрейскими сепаратистами в районе этого порта(члены экипажа эсминца это опровергали).
В период ирано-иракской войны (1980—1988) и американской операции «Буря в пустыне» (1991) корабли эскадры обеспечивали безопасность советских танкеров и сухогрузов, выполнявших рейсы по Оманскому и Персидскому заливам. 
В 1988 году в состав 8-й эскадры входили более 20 кораблей и судов обеспечения, кроме этого, для её усиления посылались сторожевые корабли и морские тральщики с Черноморского флота, а также корабли Северного и Тихоокеанского флотов.
В оперативном подчинении 8 ОпЭск находился пункт материально-технического обеспечения ВМФ на острове Нокра (Эфиопия) в Красном море.